# FlatOut: Ultimate Carnage
FlatOut: Ultimate Carnage — видеоигра в жанре аркадных автогонок с элементами гонок на выживание, разработанная студией Bugbear Entertainment и изданная компанией Empire Interactive для консоли Xbox 360 в 2007 году. Игра является расширенным портом FlatOut 2 с новыми игровыми режимами и улучшенной графикой, а также как минимум четырьмя новыми пилотами и двумя новыми автомобилями. В августе следующего года вышла портированная версия для персональных компьютеров под управлением Windows. Официальным локализатором в России выступила компания «Бука», которая издала игру на русском языке. FlatOut: Ultimate Carnage считается спин-оффом серии FlatOut.

## Разработка и выход игры
История появления части FlatOut: Ultimate Carnage связана с желанием разработчиков сделать портированную версию FlatOut 2 для новой на тот момент платформы Xbox 360, вышедшей в конце 2005 года. Так как внешний вид FlatOut 2 ограничивался возможностями PlayStation 2, было принято решение улучшить графическую часть игры; по ходу был внесён ряд изменений в структуру игры: добавлены новые режимы, количество оппонентов увеличилось с 8 до 12, проведена корректировка гоночных треков, игра получила новый саундтрек. После проделанной работы было принято решение о том, что, учитывая количество изменений, которые претерпела игра после портирования на новую платформу, проект заслуживает собственного названия — Ultimate Carnage.
Демоверсия для Xbox 360 появилась на Xbox Live Marketplace 19 июля 2007 года. Выход FlatOut: Ultimate Carnage состоялся 22 июля 2007 года в Европе, 2 октября 2007 года в Северной Америке и 4 апреля 2008 года в Японии. В 2008 году игра была портирована на персональные компьютеры под управлением Windows: версия для ПК вышла 1 августа в Европе, 14 августа в России (где локализатором выступила компания «Бука») и 26 августа в Северной Америке.

## Саундтрек
Главной дорожкой стала композиция «The Last Revolution» от группы No Connection, которая звучит на заставке.
1. 32 Leaves — «Waiting»
2. Art Of Dying — «You Don’t Know Me»
3. A Static Lullaby — «Hang 'Em High»
4. The Classic Crime — «Blisters & Coffee»
5. Dead Poetic — «Narcotic»
6. Everything At Once — «Boys On The Hill»
7. No Connection — «Feed The Machine»
8. Hypnogaja — «They Don’t Care»
9. Kazzer — «Fueled By Adrenaline»
10. No Connection — «The Last Revolution»
11. Luna Halo — «I’m Alright»
12. Manafest — «Wanna Know You»
13. This Is Menace — «Cover Girl Monument»
14. Opshop — «Nothing Can Wait»
15. Point Defiance — «Union Of Nothing»
16. Riverboat Gamblers — «True Crime»
17. Sasquatch — «Believe It»
18. Supermercado — «Ditch Kitty»
19. The White Heat — «This Is My Life»
20. The Sleeping — «Listen Close»

## Оценки и мнения
| Сводный рейтинг       | Сводный рейтинг | Сводный рейтинг |
| Издание               | Оценка          | Оценка          |
| Издание               | PC              | Xbox 360        |
| --------------------- | --------------- | --------------- |
| GameRankings          | 78,80 %         | 79,95 %         |
| Game Ratio            | N/A             | 80 %            |
| Metacritic            | 79/100          | 80/100          |
| MobyRank              | 79/100          | 80/100          |
| Иноязычные издания    |                 |                 |
| Издание               | Оценка          | Оценка          |
| Издание               | PC              | Xbox 360        |
| 1UP.com               | N/A             | 9/10            |
| AllGame               | [ 9 ]           | [ 10 ]          |
| CVG                   | N/A             | 8,9/10          |
| Edge                  | N/A             | 7/10            |
| EGM                   | N/A             | 8,17/10         |
| Eurogamer             | 7/10            | 8/10            |
| G4                    | N/A             | 3/5             |
| Game Informer         | N/A             | 7,5/10          |
| GamePro               | N/A             | [ 8 ]           |
| GameRevolution        | N/A             | B               |
| GameSpot              | N/A             | 7,5/10          |
| GameSpy               | N/A             | [ 17 ]          |
| GameZone              | N/A             | 8,7/10          |
| IGN                   | 7,8/10          | 8,5/10          |
| OXM                   | N/A             | 7,5/10          |
| PC Gamer (UK)         | 82/100          | N/A             |
| Play (UK)             | N/A             | 8/10            |
| TeamXbox              | N/A             | 8,8/10          |
| VideoGamer            | 8/10            | 8/10            |
| XboxAddict            | N/A             | 4/5             |
| Русскоязычные издания |                 |                 |
| Издание               | Оценка          | Оценка          |
| Издание               | PC              | Xbox 360        |
| Absolute Games        | 55 %            | N/A             |
| PlayGround.ru         | 7/10            | N/A             |
| «Игромания»           | 7,5/10          | N/A             |
| «Страна игр»          | 8/10            | 8/10            |

Игра получила положительные отзывы критиков. На сайтах Metacritic и GameRankings средняя оценка составляет 80/100 и 79,95 % соответственно. К достоинствам обозреватели относили улучшенную графику, интересные режимы и увлекательный геймплей, основыванный на максимальных разрушениях. Некоторые обозреватели тем не менее подвергли критике малое количество изменений по сравнению с предыдущей частью серии — FlatOut 2.
Портированная версия для персональных компьютеров тоже была позитивно принята, однако оценки были несколько ниже, чем у оригинала, из-за проблем с оптимизацией частоты кадров и функционала; на сайтах Metacritic и GameRankings средняя оценка составляет 79/100 и 78,80 % соответственно.